# Evelyn Ankers
Evelyn Ankers, född 17 augusti 1918 i Valparaiso, Chile, död 29 augusti 1985 på Maui, Hawaii, USA, var en brittisk skådespelerska.

## Biografi
Ankers föddes i Chile, med brittiska föräldrar. Familjen flyttade sedan tillbaka till England. Ankers gjorde sina första filmroller under andra halvan av 1930-talet. 1940 emigrerade hon till USA där hon fick kontrakt med Universal Studios. Hon medverkade i Abbott & Costello-komedin Akta're för spöken! (1941) innan hon spelade rollen som Gwen Conliffe i Varulven (1941), i vilken hon spelade mot Lon Chaney jr. Under de följande åren kom hon att medverka i ett stort antal av Universals skräckfilmer och flera gånger tillsammans med Chaney, bland annat i Frankensteins vålnad (1942) och Draculas son (1943). Efter krigsslutet slutade hon hos Universal och frilansade som skådespelare i lågbudgetfilmer som Parole, Inc. (1948) och Tarzans magiska källa (1949). 
Hon gifte sig 1942 med skådespelaren Richard Denning som hon arbetade tillsammans med bland annat i Black Beauty (1946). Efter att ha spelat Calamity Jane i The Texan Meets Calamity Jane (1950) drog hon sig tillbaka för ett liv som hemmafru och sporadiska gästframträdanden i TV. Hon gjorde ytterligare en film, No Greater Love (1960). Hon dog av äggstockscancer vid 67 års ålder på Maui 1985.

## Filmografi (urval)
- 1941 – Akta're för spöken!
- 1941 – Varulven
- 1942 – Sherlock Holmes och terrorrösten
- 1942 – Frankensteins vålnad
- 1943 – Draculas son
- 1943 – Captive Wild Woman
- 1943 – The Mad Ghoul
- 1944 – Den ödesdigra pärlan
- 1944 – Den osynlige mannens hämnd
- 1944 – Dolda makter
- 1944 – De våga livet
- 1945 – Skräckkällarens hemlighet
- 1946 – Flight to Nowhere
- 1947 – Den siste mohikanen
- 1947 – The Lone Wolf in London
- 1948 – Parole, Inc.
- 1949 – Tarzans magiska källa
- 1950 – The Texan Meets Calamity Jane
- 1960 – No Greater Love